# Astragalus cruckshanksii
Astragalus cruckshanksii es una especie de planta del género Astragalus, de la familia de las leguminosas, orden Fabales.

## Distribución
Astragalus cruckshanksii se distribuye por Argentina (Chubut, Mendoza, Neuquén, Río Negro, Santa Cruz y San Juan) y Chile (Atacama, Coquimbo, Valparaíso, O'Higgins, Maule y Reg. Metropolitana).

## Taxonomía
Fue descrita científicamente por (Hook. & Arn.) Griseb. Fue publicada en Abh. Königl. Ges. Wiss. Göttingen 24: 103 (1879).